# (5466) Makibi
(5466) Makibi est un astéroïde de la ceinture principale.

## Description
(5466) Makibi est un astéroïde de la ceinture principale. Il fut découvert le 30 novembre 1986 à Kiso par Hiroki Kosai et Kiichiro Hurukawa. Il présente une orbite caractérisée par un demi-grand axe de 3,11 UA, une excentricité de 0,14 et une inclinaison de 2,1° par rapport à l'écliptique.

## Compléments